# چشمه قنداب
چشمه قنداب، روستایی از توابع بخش مرکزی شهرستان اسدآباد در استان همدان ایران است.

## جمعیت
این روستا در دهستان جلگه قرار دارد و براساس سرشماری مرکز آمار ایران در سال ۱۳۹۵، جمعیت آن ۲۷۳ نفر (۷۷خانوار) بوده‌است.